# Цвяходер

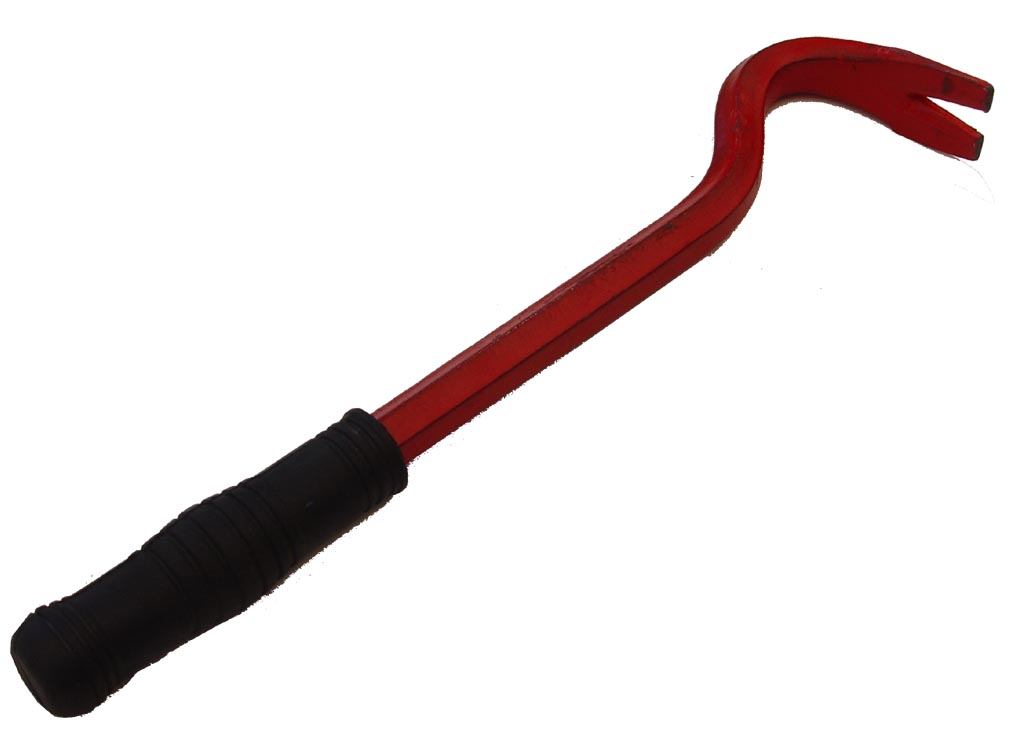
Лапа

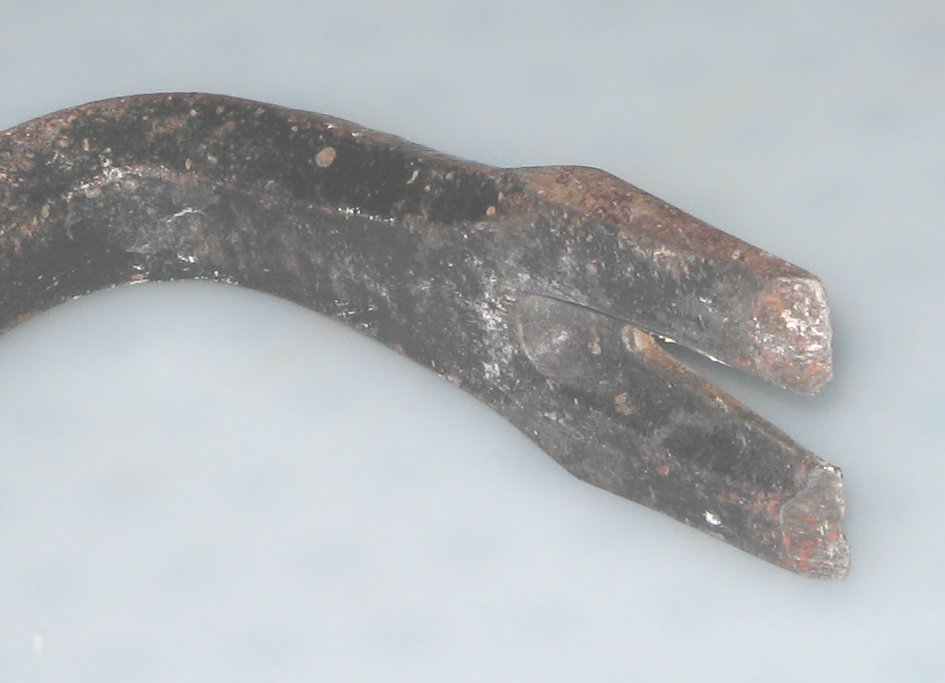
Цвяхосмик

Цвяходе́р, цвяхосми́к або ла́пка — вигнутий інструмент, розплющений кінець якого слугує для підтримування, розчеплювання чого-небудь, натискування на щось або висмикування цвяхів з деревини чи іншого матеріалу. Виготовляється у вигляді окремого спеціалізованого інструмента (лапка) або конструктивно поєднаним з молотком, ломом (цвяхосмик).

## Будова і спосіб дії
Цвяхосмик — металевий важіль з вигнутим чи загнутим клиноподібним кінцем, спорядженим прорізом для зручного й надійного захоплення та висмикування цвяхів з матеріалу, в який їх забито. Дія лапи ґрунтується на використанні плеча важеля, завдяки чому користування лапкою не вимагає значних фізичних зусиль.
Лапою користуються також столяри, вантажники та інший техперсонал, коли потрібно що-небудь розчепити, відірвати або підважити. Незамінний інструмент при руйнуванні дерев'яних конструкцій (прибудов, перегородок, шалівки тощо).